# KF Besiana Podujevë
El KF Besiana fue un equipo de fútbol de Kosovo de la ciudad de Podujevo.

## Historia
Fue fundado en el año 1984 en la ciudad de Podujevo (en albanés: Besiana) por el exjugador de Kosovo Fadil Vokrri. El club consiguió el título de la Superliga de Kosovo en la temporada 2001/02, así como la Copa de Kosovo y la Supercopa de Kosovo, los únicos títulos que ha obtenido el club.
Lamentablemente para el club, abandonaron la Liga e Parë en la jornada 15 y desde entonces no han vuelto a la acción dentro del fútbol de Kosovo.

## Palmarés
- Superliga de Kosovo: 1

2001/02
- Copa de Kosovo: 1

2001/02
- Supercopa de Kosovo: 1

2002

## Rivalidades
El club cuenta con rivalidades con el KF Hysi y con el KF Llapi, el cual es de la misma ciudad.

## Clubes afiliados
- Fenerbahçe SK[3]